# Puerto de Pajares
El puerto de Pajares es un puerto de montaña de la cordillera Cantábrica situado entre Pajares y Arbas del Puerto, creando una divisoria entre la  provincia de León con Asturias, España. 
Con una altitud de 1378 metros, es conocido por las nevadas que recibe en invierno, sus nieblas en las noches de verano, sus pendientes que llegan hasta el 17 % oficialmente y por la cercana estación de esquí, Valgrande-Pajares.

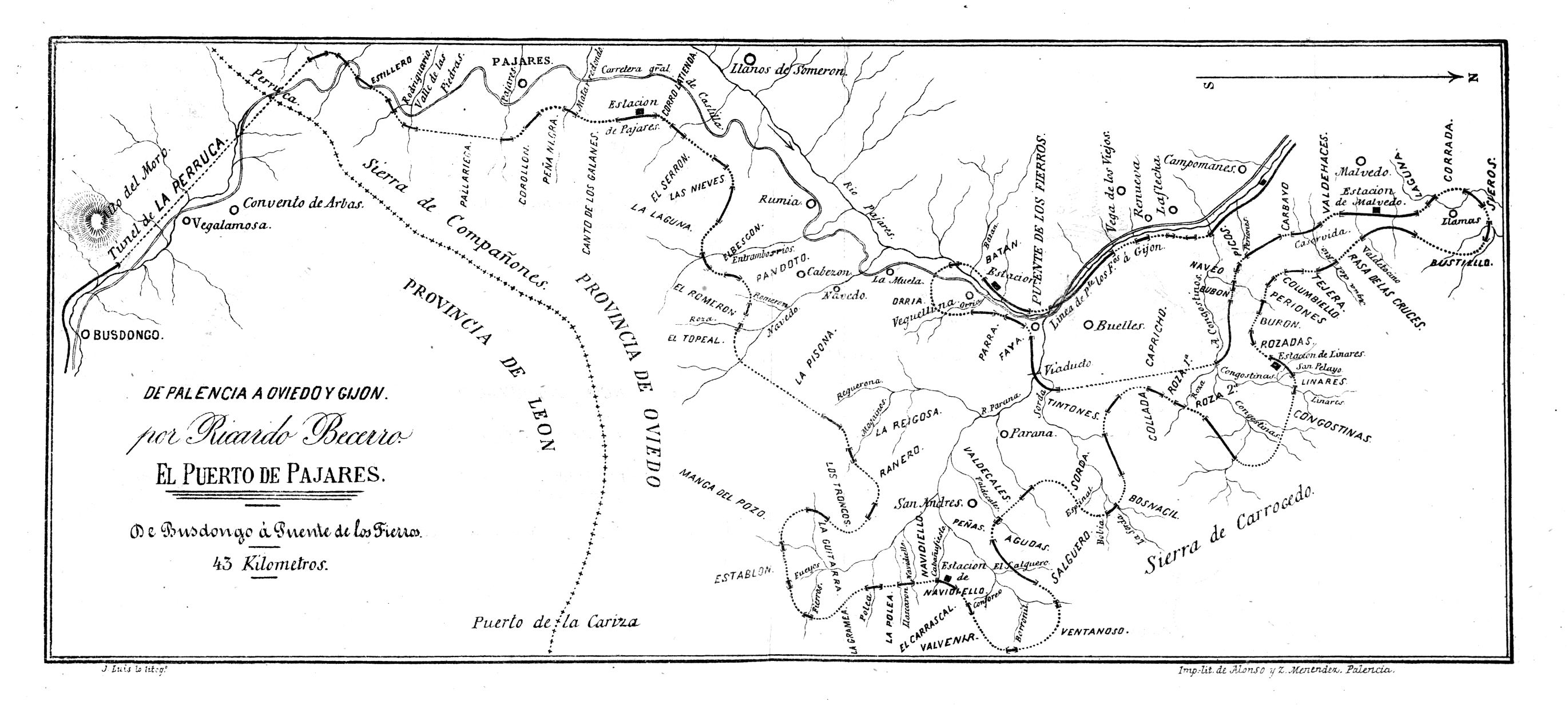
Mapa del puerto con la carretera nacional y el ferrocarril.

Trascurren por el puerto de Pajares la carretera N-630 y la línea de ferrocarril de León a Gijón, lo que le convierte en una importante vía de comunicación por ferrocarril y por carretera entre Asturias y la provincia de León y el centro de España. Tanto la carretera N-630 como las vías de ferrocarril aprovechan el mismo paso natural, siguiendo los valles del río Pajares en la vertiente asturiana y del río Bernesga en la leonesa, si bien el ferrocarril no corona el puerto sino que atraviesa la cordillera más abajo mediante el túnel de la Perruca.

## El parador nacional

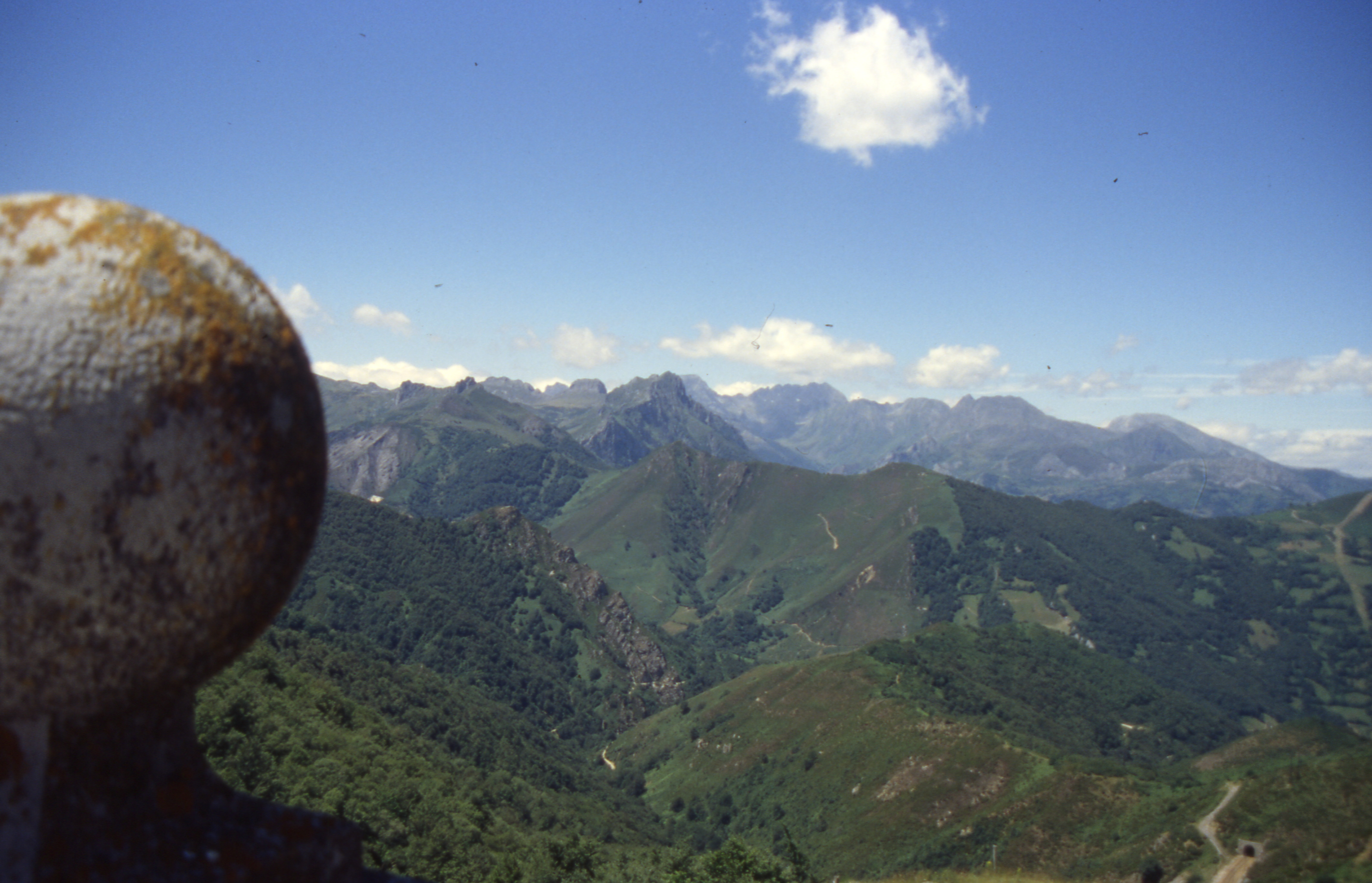
Vista desde el puerto.

El parador nacional de Lena (Asturias)
o albergue nacional de carretera del puerto de Pajares, situado exactamente en la coordenada 42.99256699312907,-5.760028588389325, en la misma coronación del puerto, fue inaugurado el 24 de julio de 1953 por el director general del Turismo, Mariano de Urzáiz y Silva Salazar y Carvajal, III duque consorte de Luna. Aunque había ya entrado en servicio el 12 de julio de 1952. Cerró el primero de junio de 1978 y abandonó la red de paradores y se desafecto de la administración del Estado el
31 de diciembre de 1984, el mismo día que se clausuraron muchas líneas férreas deficitarias por toda España en un plan de austeridad promovido por el gobierno. Sus ventas habían caído en picado desde la inauguración del primer túnel de El Negrón de la autopista AP-66.
Fue el primer parador nacional de Asturias. Reabierto el 22 de diciembre de 2017 por el grupo menorquín ELITEHOTELS SL con el fin de rehabilitarlo, tuvo inicialmente activos restaurante y cafetería, pero en 2021 ya sólo tienen abierta la cafetería.

## Ciclismo de competición
El puerto de Pajares, la estación invernal de Valgrande-Pajares o Brañillín o incluso la parte superior de la estación, el Cueto Negro, han sido ascendidos en varias ocasiones por la Vuelta a España y la Vuelta a Asturias.

### Apariciones en la Vuelta a España
| Año  | Etapa | Distancia | Salida         | Llegada           | Primero en la cima       |
| ---- | ----- | --------- | -------------- | ----------------- | ------------------------ |
| 2024 | 15    | 143       | Infiesto       | Cuitu Nigru       | Pablo Castrillo          |
| 2012 | 16    | 182       | Gijón          | Cuitu Nigru       | Dario Cataldo            |
| 2005 | 15    | 191       | Cangas de Onis | Valgrande Pajares | Roberto Heras            |
| 2002 | 10    | 155       | Avilés         | León              | Aitor Osa                |
| 1997 | 13    | 196       | Ponferrada     | Valgrande Pajares | Pavel Tonkov             |
| 1989 | 17    | 153       | Cangas de Onis | Brañillín         | Ivan Ivanov              |
| 1988 | 7     | 177       | León           | Brañillín         | Álvaro Pino              |
| 1984 | 15    | 121       | Oviedo         | León              | Felipe Yáñez             |
| 1983 | 14    | 185       | Cangas de Onis | León              | José Recio               |
| 1981 | 2     | 159       | Avilés         | León              | Vicente Belda            |
| 1979 | 15    | 156       | Gijón          | León              | Enrique Martínez Heredia |
| 1978 | 3     | 187       | Cangas de Onis | León              | Vicente Belda            |
| 1965 | 4 a   | 41 CRI    | Mieres         | Puerto de Pajares | Raymond Poulidor         |
| 1964 | 14    | 163       | Mieres         | León              | Ángel Gutiérrez          |
| 1958 | 15    | 246       | Oviedo         | Palencia          | Federico Bahamontes      |
| 1957 | 4     | Anulada   | Mieres         | León              | Anulada                  |
| 1950 | 4     | 148       | León           | Gijón             | Emilio Rodríguez Barros  |
| 1946 | 19    | 121       | Oviedo         | León              | Emilio Rodríguez Barros  |
| 1945 | 14    | 172       | Gijón          | León              | Julián Berrendero        |